# 스텐 스투레 덴 엘드레

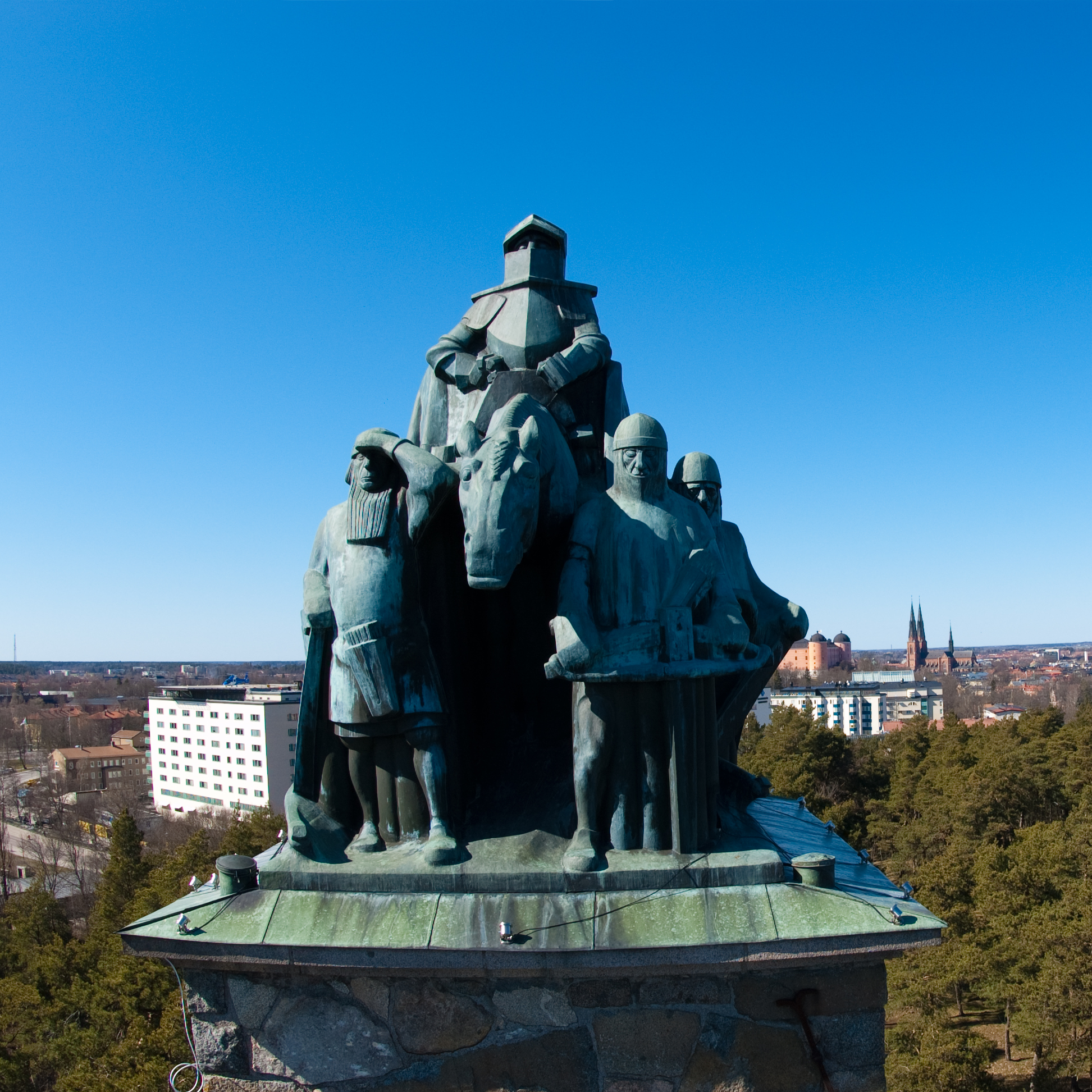
스웨덴 웁살라에 설치된 스텐 스투레 덴 엘드레 동상

스텐 스투레 덴 엘드레 또는 연장자 스텐 스투레(스웨덴어: Sten Sture den äldre, 1440년 ~ 1503년 12월 14일)는 스웨덴의 재상, 섭정(재위: 1470년 6월 1일 ~ 1497년 10월 6일, 1501년 11월 12일 ~ 1503년 12월 14일)이다. 스투레 가문(Sture) 출신이다.

## 생애
칼마르 성의 성주, 스웨덴 추밀원 의원을 역임한 구스타브 아눈드손 스투레(Gustav Anundsson Sture)와 그의 아내인 비르기타 스텐스도테르 비엘케(Birgitta Stensdotter Bielke)의 아들로 태어났다.
15세기 칼마르 동맹의 지배를 받고 있던 스웨덴에서는 스웨덴이 덴마크, 노르웨이와 함께 단일 국가로 남아야 한다는 연합주의 세력, 스웨덴이 칼마르 동맹에서 독립된 왕국으로 남아야 한다는 분리주의 세력이 대립하고 있었다. 1462년에는 기사 작위를 받았고 1466년에는 추밀원 위원으로 위촉되었다.
1470년 스웨덴의 칼 8세 국왕이 사망하면서 스웨덴의 섭정으로 임명되었다. 1471년 10월 10일에 일어난 브룽케베리 전투(Brunkeberg)에서 스텐 스투레는 덴마크의 크리스티안 1세 국왕이 이끄는 군대, 스웨덴의 연합주의 세력을 물리쳤다. 스웨덴의 섭정을 역임하던 동안에는 소작농의 지위를 향상시켰고 스웨덴의 법률 제도를 정비했다. 1477년에는 스웨덴 최초의 대학교인 웁살라 대학교를 설립했다.
1493년에는 덴마크의 한스 국왕(스웨덴의 요한 2세 국왕)이 모스크바 대공국의 이반 3세 대공과 함께 동맹 관계를 수립했다. 스텐 스투레가 이끄는 군대는 1495년에 핀란드를 침공한 러시아 군대를 격퇴했지만 1497년 덴마크-러시아 연합군에게 패배하고 만다. 1497년에는 스웨덴 추밀원에 의해 스웨덴의 섭정 자리에서 축출되고 만다.
1501년에는 덴마크의 한스 국왕이 스웨덴의 국왕에서 퇴위하면서 다시 스웨덴의 섭정으로 임명되었다. 스텐 스투레가 이끄는 군대는 1503년 초반에 칼마르, 욀란드섬을 지배했지만 스텐 스투레는 1503년에 사망하고 만다.